# Мендзилесе (гміна)

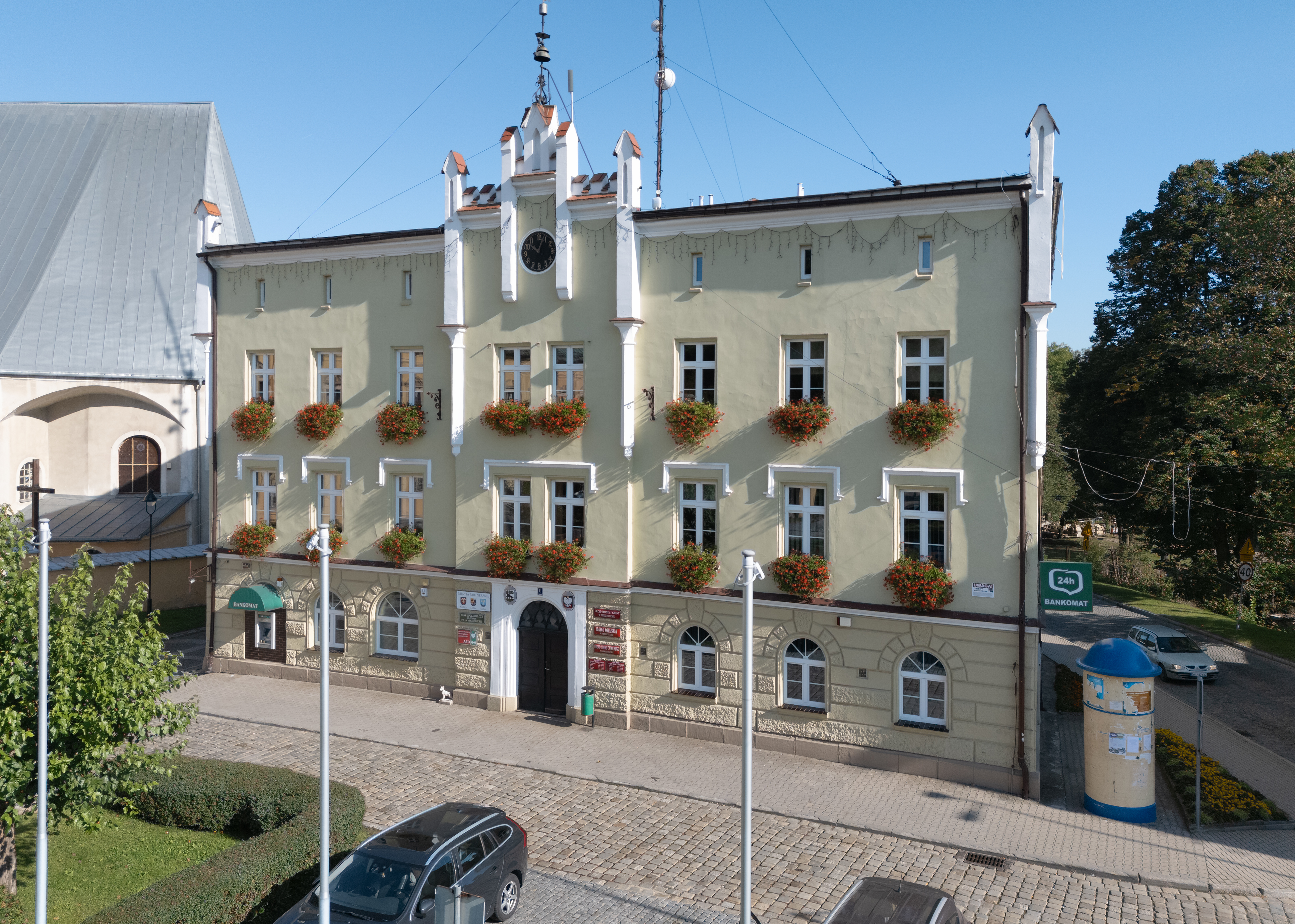

Гміна М'єндзилесе (пол. Gmina Międzylesie) — місько-сільська гміна у південно-західній Польщі. Належить до Клодзького повіту Нижньосілезького воєводства.
Станом на 31 грудня 2011 у гміні проживало 7570 осіб.

## Площа
Згідно з даними за 2007 рік площа гміни становила 189.03 км², у тому числі:
- орні землі: 61.00%
- ліси: 32.00%

Таким чином, площа гміни становить 11.50% площі повіту.

## Населення
Станом на 31 грудня 2011:
| Опис     | Загалом | Загалом | Чоловіки | Чоловіки | Жінки | Жінки |
| -------- | ------- | ------- | -------- | -------- | ----- | ----- |
| одиниця  | осіб    | %       | осіб     | %        | осіб  | %     |
| все      | 7570    | 100     | 3796     | 50.15    | 3774  | 49.85 |
| міське   | 2761    | 100     | 1354     | 49.04    | 1407  | 50.96 |
| сільське | 4809    | 100     | 2442     | 50.78    | 2367  | 49.22 |

## Сусідні гміни
Гміна М'єндзилесе межує з такими гмінами: Бистшиця-Клодзька.